# Tobiasz z Bechyně
Tobiasz z Bechyně, znany także jako Tobiáš z Bechyně lub Dobeš z Benešova (zm. 1 marca 1296 prawdopodobnie w Pradze) – czeski duchowny katolicki, biskup praski od 1278.

## Życiorys

### Rodzina i początki kariery
Tobiasz pochodził z czeskiego rodu szlacheckiego Beneszowiczów. Był jednym z synów Voka z Benešova, który oprócz Tobiasza miał jeszcze czterech synów: Benesza, Andrzeja, Čeněka i Milota.
Pierwsza wzmianka o Tobiaszu pochodzi z 1262, kiedy to był on kanonikiem w Pradze i Pasawie, a w 1269 proboszczem w Mielniku. W 1275 został przeniesiony na probostwo wyszehradzkie, mimo iż nie posiadał odpowiednich święceń.

### Wybór na biskupa
15 listopada 1278 został wybrany przez praską kapitułę katedra]ną na ordynariusza praskiego. Decyzja kapituły została potwierdzona przez biskupa ołomunieckiego, Brunona ze Schauenburku, który reprezentował arcybiskupa metropolitę mogunckiego, Wernera von Eppsteina. Kilka tygodniu po elekcji Tobiasz wyjechał do Ołomuńca, gdzie uzyskał święcenia kapłańskie, 25 lutego 1279 z rąk Wernharda von Marsbacha, biskupa Seckau. Następnego dnia odbyła się konsekracja biskupia, dokonana przez biskupa ołomunieckiego oraz Heinricha von Isny, biskupa Bazylei.

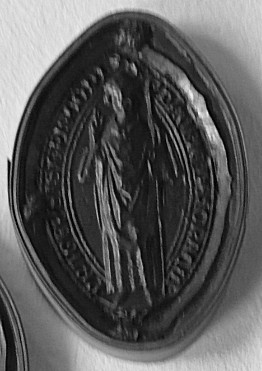
Pieczęć biskupa Tobiasza

### Rządy w diecezji
Z powodu swojego szlacheckiego pochodzenia Tobiasz miał wielki wpływ na życie polityczne w Czechach. Po śmierci króla Przemysła Ottokara II w bitwie pod Suchymi Krutami regencję w Czechach objął margrabia brandenburski, Otto IV ze Strzałą, który odmówił biskupowi odbycia ingresu do katedry św. Wita. Z tego też powodu pierwsza msza biskupa z jego intronizacją odbyła się w kościele klasztornym na Strahowie. Dopiero dwa lata później pozwolono mu na objęcie katedry.
Na przełomie 1281/1282 biskup Tobiasz prowadził negocjacje z margrabią Ottonem IV na temat podziału władzy regencyjnej w imieniu małoletniego Wacława II z czeskimi możnowładcami. Ostatecznie udało się zawrzeć kompromis, na mocy którego margrabia opuścił Pragę i wypuścił z niewolo małoletniego króla, który od 1278 przebywał w Berlinie i Spandau jako zakładnik po śmierci ojca, za cenę okupu.
Zasługą biskupa było zebranie pieniędzy na okup za Wacława II, mimo panującego w kraju głodu, co umożliwiło 12-letniemu wówczas władcy powrót do kraju (w 1283). Na czele władz regencyjnych stanął biskup Tobiasz, do czasu osiągnięcia pełnoletniości przez władcę, wiążąc się ze stronnictwem prohabsburskim. Dla rekompensaty strat poniesionych przez diecezję podczas okupacji kraju po klęsce Ottokara II jego syn przyznał biskupom liczne immunitety ekonomiczne w ich dobrach.
Biskup Tobiasz oprócz sprawom politycznym dbał również o rozwój życia religijnego w Czechach, troszcząc się o należytą organizację diecezji: utworzył nowe parafie, kupił nowe szaty i księgi liturgiczne oraz wspierał rozwój klasztorów, fundując nowy klasztor pw. św. Tomasza w Pradze dla augustianów.
Do końca swojego życia pozostał wiernym współpracownikiem króla Wacława II. Zmarł prawdopodobnie w stolicy Czech i został pochowany w katedrze św. Wita.